# Kimmeridge
Kimmeridge ist ein kleines Dorf mit Bucht auf der Isle of Purbeck in der Grafschaft Dorset an der Südküste von England.

## Lage
Kimmeridge liegt circa 6 Kilometer südlich von Wareham, etwa 4 Kilometer südwestlich von Corfe Castle und 8 Kilometer direkt westlich von Swanage. Es liegt etwa 20 km südwestlich der großen Städte Poole und Bournemouth.
Von Orcombe Point bei Exmouth im Westen bis zur Isle of Purbeck im Osten erstreckt sich ein Küstenstreifen, der als erste Naturlandschaft in England von der UNESCO zum Weltnaturerbe erklärt wurde. Kimmeridge und Kimmeridgebucht sind Teil der Jurassic Coast, die zu den Naturwundern dieser Welt zählt und für ihre Fossilien bekannt ist. Die Tonschiefer-Felswand Hen Cliff, in die zahlreiche Fossilien eingelagert sind, befindet sich am östlichen Ende der Kimmeridge-Bucht.

## Geologie
Der Begriff Kimmeridgium wurde durch Jules Thurmann 1832 eingeführt. Es handelt sich dabei um den latinisierten Namen der Ortschaft Kimmeridge. Das Kimmeridgium ist eine Stufe des oberen Jura (Malm). Es wird nach unten durch das Oxfordium, nach oben durch das Tithonium begrenzt.